# Digitale kunst

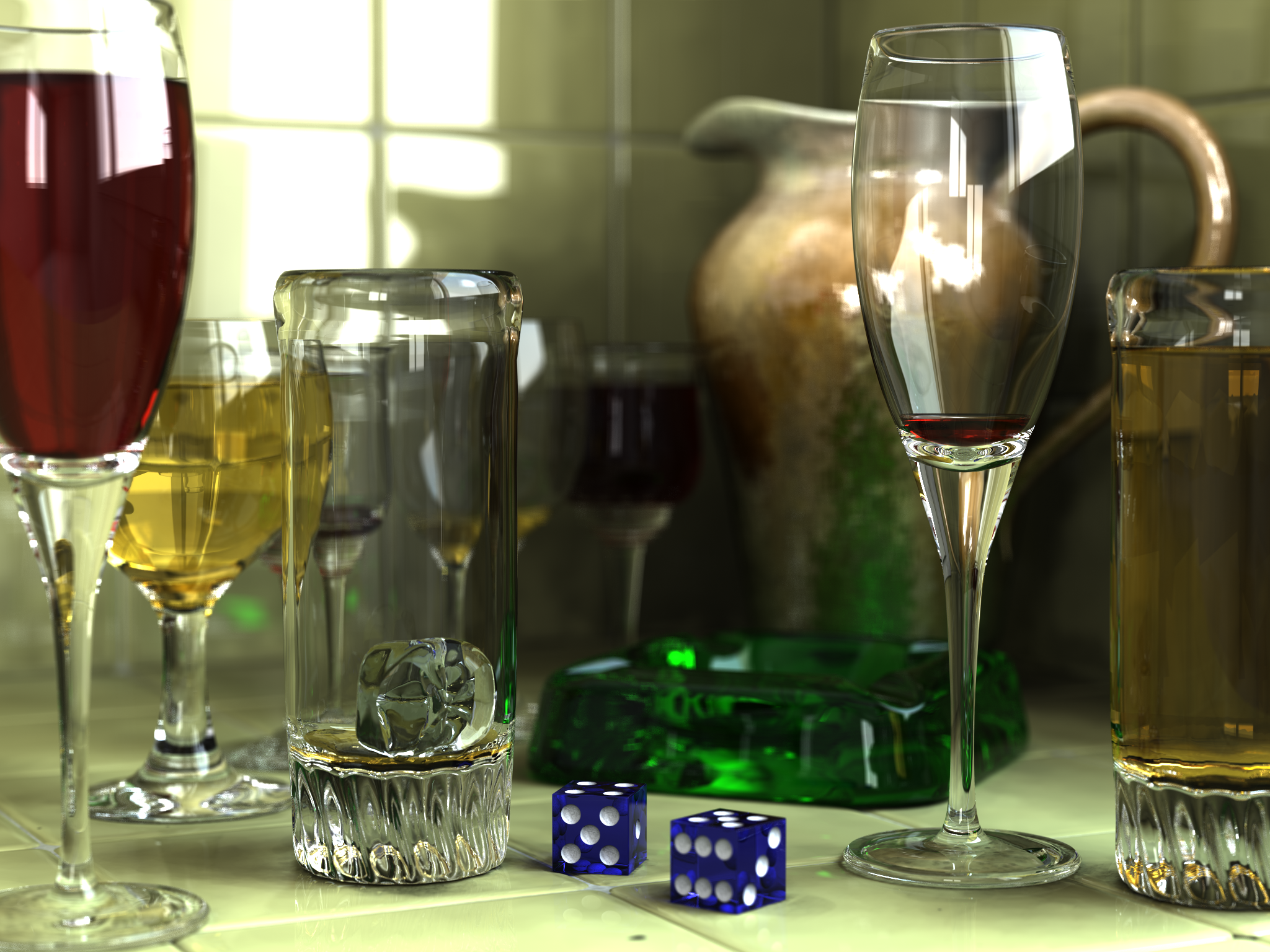
Digitaal gemaakte afbeelding van glaswerk

Digitale kunst is een vorm van hedendaagse kunst vanaf 1970 in de 20ste eeuw die met behulp van een digitaal proces is gemaakt en waarbij de computer een belangrijke rol speelt. Verwante en soms overlappende begrippen zijn multimedia, mediakunst, nieuwe media en interactieve kunst.

## Geschiedenis
Kunstenaars gebruikten tot 1990 meestal analoge media. Met de komst van eerste goed bruikbare computers is er een soort van digitale kunst ontstaan. Kunstenaars lieten computers met bepaalde codes tekeningen printen of manipuleerden de uitgaande data. De grote opkomst van digitale kunst is echter begonnen met de komst van het internet in zijn huidige vorm. Dit gaf kunstenaars de kans hun werk over de hele wereld te verspreiden en door bewoners van andere werelddelen te laten manipuleren; dit sluit aan op het idee van de global village.

## Soorten
- 3D-computergraphics
- Animatie
- Computergraphics
- Elektronische kunst
- Elektronische muziek
- Fractal
- Gemengde werkelijkheid
- Interactieve kunst
- Videokunst
- Virtuele werkelijkheid

## Kenmerken
Digitale kunst heeft enkele kenmerkende elementen:
- Reproduceerbaarheid. Een digitaal kunstwerk is door het digitaal opslaan en bewerken zonder kwaliteitsverlies reproduceerbaar.
- Interactiviteit. Vele vormen van digitale kunst zijn interactief, de gebruiker kan zijn eigen inzichten en gedachtensprongen gebruiken om de kunst aan te passen. Een voorbeeld hiervan is een verhaal in hypertekst.
- Manipuleerbaarheid. Digitale kunst blijft vaak manipuleerbaar en kan daardoor continu veranderen.
- Virtualiteit. Digitale kunst is alleen beschikbaar in een afgeleide vorm. De werkelijke bron is de code. De kunst kan alleen zichtbaar gemaakt worden met geavanceerde elektronische apparatuur als computers en beeldschermen.
- Participatie. Een groot deel van de digitale kunst kan alleen ontstaan en voortbestaan door de participatie van de beschouwer. De beschouwer bouwt of manipuleert het kunstwerk.
- Dynamiek. Sommige digitale kunstwerken blijven niet hetzelfde maar zijn veranderlijk. De uiterlijke vorm is van voorbijgaande aard door de continue aanpassingen door gebruikers.

Een van de vragen bij digitale kunst is die van het auteurschap; wie heeft het nu eigenlijk gemaakt? De scheppende kunstenaar heeft de code bedacht maar het is soms zo dat de uiteindelijk zichtbare vorm door ingrepen van meerdere gebruikers tot stand is gekomen. Hier kan de vergelijking met componisten van klassieke muziek worden getrokken, immers componisten schrijven de "code" voor de muziek, maar de muzikanten van de orkesten voeren de composities uit, toch wordt de componist als de auteur gezien.

## Kunstwerken
Hieronder enkele voorbeelden van lopende online kunstwerken.
- Global City (2002) - Sawad Brooks[1] In dit werk worden elke seconde de voorpagina's van drie belangrijke kranten op internet over elkaar geplaatst. Iedere seconde geeft dit een ander beeld.
- Communimage (1999 - heden) - c a l c en Johannes Gees[2] In dit digitale kunstwerk kunnen bezoekers een eigen afbeelding toevoegen aan een steeds groeiende lappendeken van afbeeldingen.
- Connect the Dots (2002) - Martin Wattenberg[3] Op deze website kunnen de bezoekers met hun muis een schijnbaar vaststaand kunstwerk veranderen.

## Kunstenaarscollectieven
- ACiD Productions

## Digital Art Museum
Het Digital Art Museum (DAM) is van oorsprong een Duits project dat er naar streeft een compleet overzicht te bieden van digitale kunst. Het wordt onderverdeeld in drie fasen:
- fase 1: 1956-1986
- fase 2: 1986-1996
- fase 3: 1996-heden

## Museum of Computer Art
Museum of Computer Art (MOCA) is in 1994 opgericht door Don Archer en Bob Dodson en is ondergebracht bij de New York State University (SUNY). Het heeft tot doel het bevorderen van de ontwikkeling van digitale kunst.

## Kunstenaars
Kunstenaars die in hun werk op prominente wijze digitale media gebruiken zijn bijvoorbeeld:
- Cory Arcangel
- Lieve Blancquaert
- Shamsia Hassani
- David Hockney
- Floris Kaayk
- Junichi Kakizaki
- Rafael Lozano-Hemmer
- François Morellet
- Nam June Paik
- Martin Sjardijn
- Peter Struycken

## Galerij

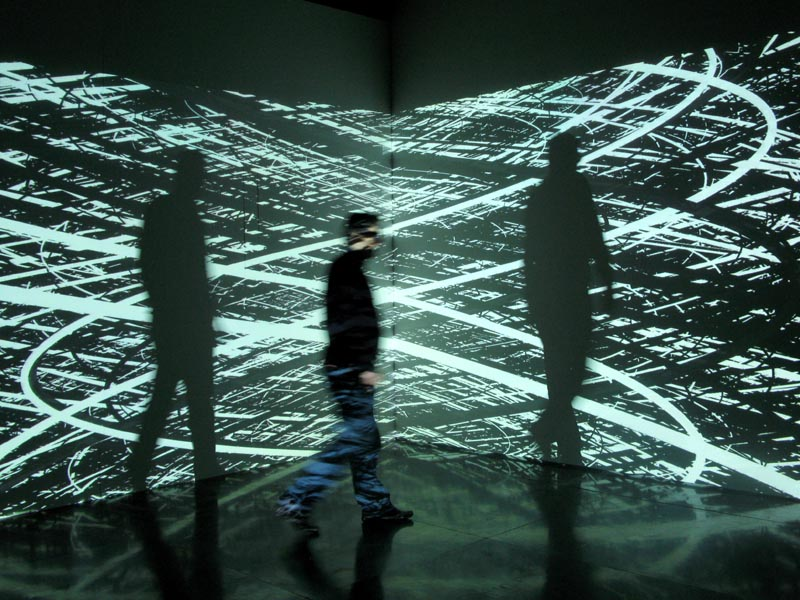
Irrationnal Geometrics, digitale installatie van Pascal Dombis (2008)
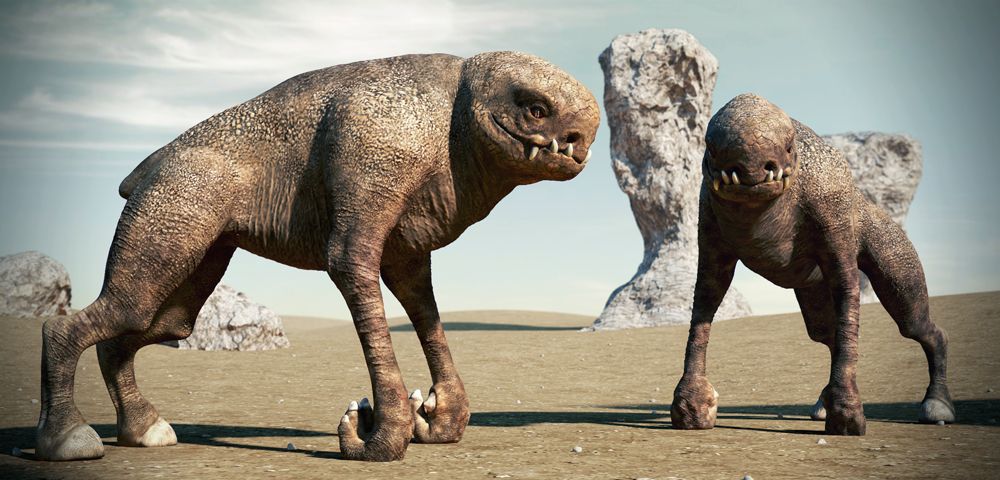
3D-modellen in fotorealistische 2D-grafiek
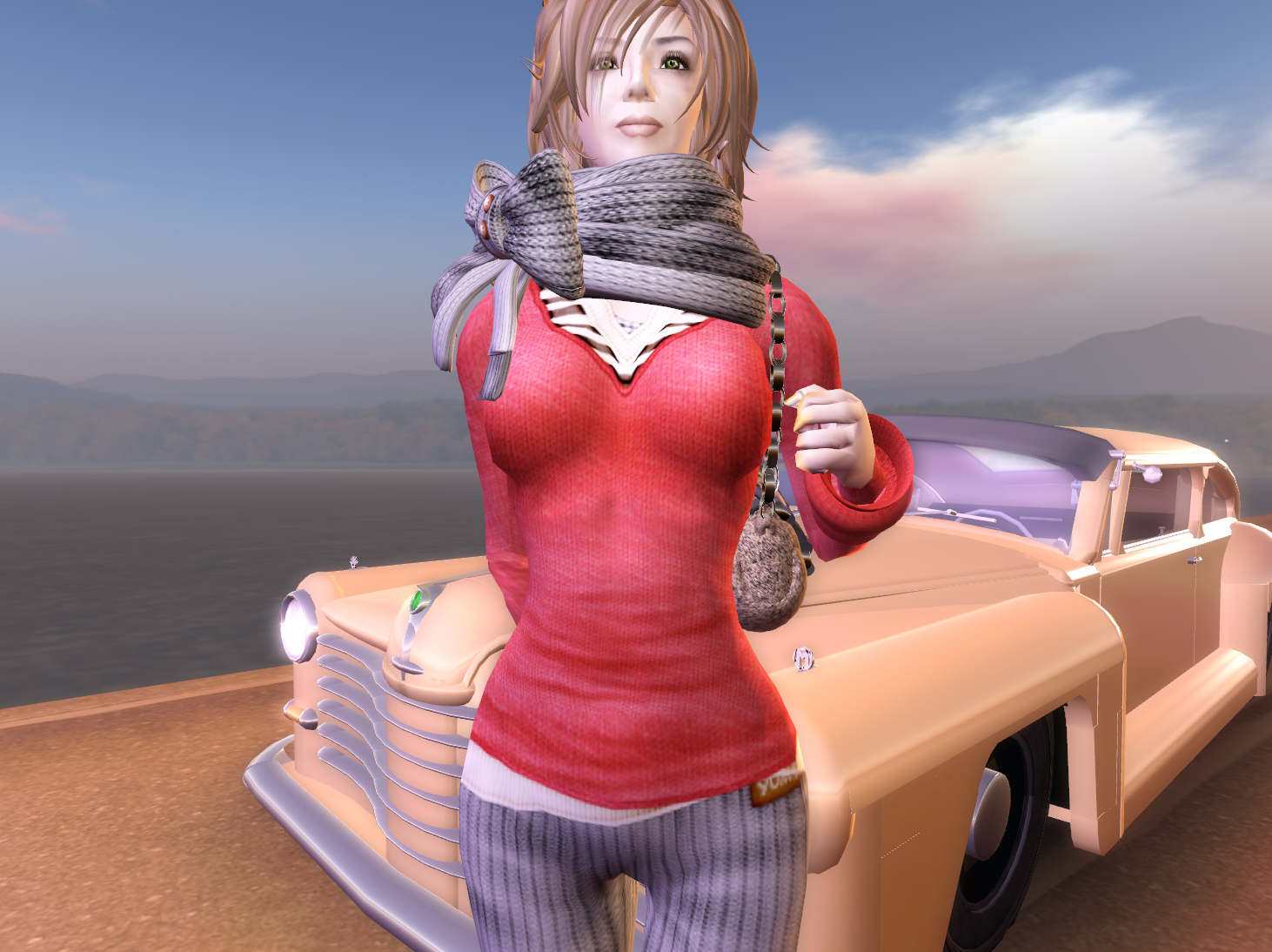
Een virtuele dame, avatar
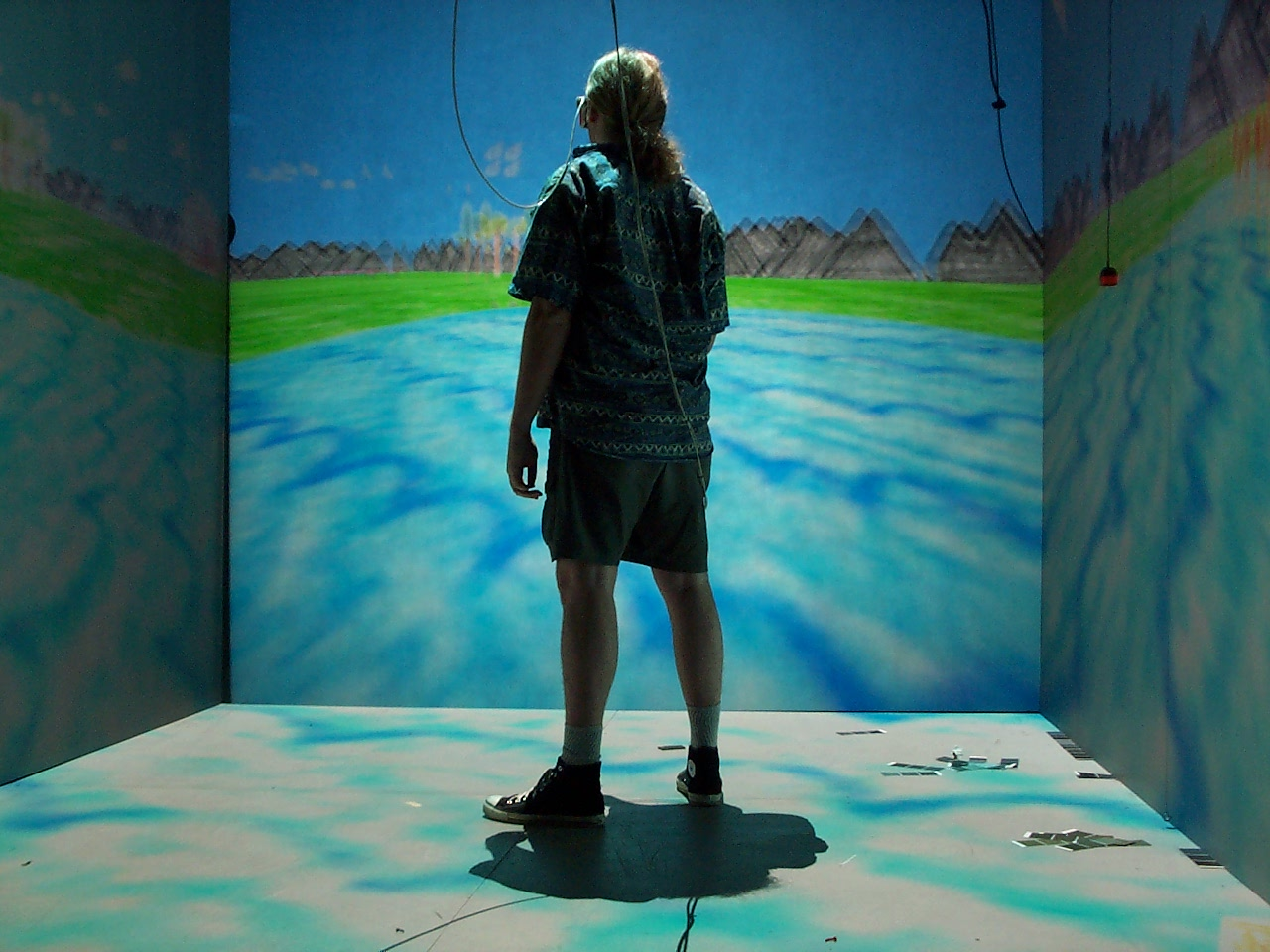
The Cave, Automatic Virtual Environment, University of Illinois, Chicago
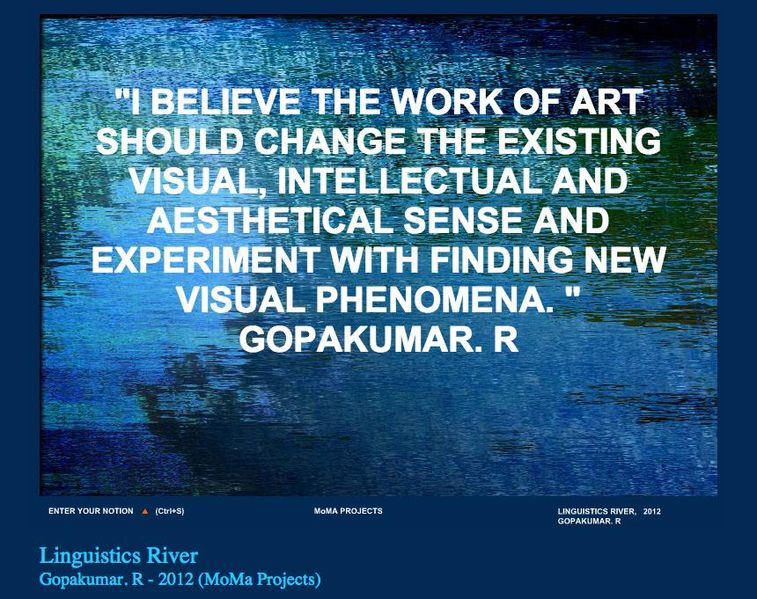
Linguistics River, 2012 MoMa educational net art project